# Tornei di tennis femminili nel 1959
Prima della nascita del WTA Tour, ossia l'apertura alle tenniste professioniste dei tornei che prima di quell'anno erano riservati alle tenniste dilettanti, tutti gli eventi più importanti erano amatoriali, tra questi c'erano i tornei del Grande Slam: gli Australian Championships, gli Internazionali di Francia, il Torneo di Wimbledon e gli U.S. National Championships.

## Gennaio
| Settimana  | Torneo                                                                                  | Vincitore                                      | FINalista                                       | Semifinalisti | Eliminati ai quarti |
| ---------- | --------------------------------------------------------------------------------------- | ---------------------------------------------- | ----------------------------------------------- | ------------- | ------------------- |
| gennaio    | Western Province Championships 1959 Città del Capo, Sudafrica Singolare - Doppio        | Jean Forbes 6-4 6-2                            | Dora Kilian-Shaw                                |               |                     |
| gennaio    | Western Province Championships 1959 Città del Capo, Sudafrica Singolare - Doppio        |                                                |                                                 |               |                     |
| 1º gennaio | Indian National Championships 1959 Calcutta, India Erba Singolare - Doppio              | Dechu Appiah                                   | Mrs. Singh                                      |               |                     |
| 1º gennaio | Indian National Championships 1959 Calcutta, India Erba Singolare - Doppio              |                                                |                                                 |               |                     |
| 3 gennaio  | Border Championships 1959 East London, Sudafrica Cemento Singolare - Doppio             | Bernice Carr-Vukovich 2-6 6-3 6-4              | Dora Kilian-Shaw                                |               |                     |
| 3 gennaio  | Border Championships 1959 East London, Sudafrica Cemento Singolare - Doppio             | Bartlett Dora Kilian-Shaw 6-0 6-0              | Estelle van Tonder-Dellar Bernice Carr-Vukovich |               |                     |
| 9 gennaio  | Pierre Gillou Indoor 1959 Parigi, Francia Indoor Singolare - Doppio                     | Florence de la Courtie 6-2 3-6 7-5             | Maud Galtier                                    |               |                     |
| 9 gennaio  | Pierre Gillou Indoor 1959 Parigi, Francia Indoor Singolare - Doppio                     |                                                |                                                 |               |                     |
| 10 gennaio | New Zealand Championships 1959 Christchurch, Nuova Zelanda Erba Singolare - Doppio      | Ruia Morrison-Davy 6-3 6-3                     | Sonia Cox                                       |               |                     |
| 10 gennaio | New Zealand Championships 1959 Christchurch, Nuova Zelanda Erba Singolare - Doppio      | Sonia Cox Ruia Morrison-Davy 6-2 6-3           | Rennie Judy Davidson                            |               |                     |
| 11 gennaio | Western Australian Championships 1959 Perth, Australia Erba Singolare - Doppio          | Renee Schuurman 6-4 1-6 8-6                    | Sandra Reynolds-Price                           |               |                     |
| 11 gennaio | Western Australian Championships 1959 Perth, Australia Erba Singolare - Doppio          | Renee Schuurman Sandra Reynolds-Price 6-0 7-5  | Eva Duldig Helen Paterson                       |               |                     |
| 11 gennaio | Western Australian Championships 1959 Perth, Australia Erba Singolare - Doppio          | Doppio misto: Rod Laver Renee Schuurman        | Crawford Sandra Reynolds-Price                  |               |                     |
| 11 gennaio | Phoenix Thunderbird 1959 Scottsdale, USA Cemento Singolare - Doppio                     | Vicky Palmer Heinecke 3-6 6-1 7-5              | Barbara Green                                   |               |                     |
| 11 gennaio | Phoenix Thunderbird 1959 Scottsdale, USA Cemento Singolare - Doppio                     |                                                |                                                 |               |                     |
| 11 gennaio | Sydney Manly Seaside Championships 1959 Sydney, Australia Erba Singolare - Doppio       | Thelma Coyne 7-5 4-6 6-3                       | Mary Bevis-Hawton                               |               |                     |
| 11 gennaio | Sydney Manly Seaside Championships 1959 Sydney, Australia Erba Singolare - Doppio       | Thelma Coyne Mary Bevis-Hawton 6-3 6-3         | Mary Fenton Le Mercier                          |               |                     |
| 11 gennaio | Dixie Championships 1959 Tampa, USA Terra rossa Singolare - Doppio                      | Laura Lou Jahn Kunnen 6-3 8-6                  | Marie Martin                                    |               |                     |
| 11 gennaio | Dixie Championships 1959 Tampa, USA Terra rossa Singolare - Doppio                      | Laura Lou Jahn Kunnen Martha Hernandez 6-2 6-3 | Flo Blanchard Marie Martin                      |               |                     |
| 19 gennaio | German Covered Court Championships 1959 Colonia, Germania Indoor Singolare - Doppio     | Christiane Mercelis 6-3 6-4                    | Renata Ostermann                                |               |                     |
| 19 gennaio | German Covered Court Championships 1959 Colonia, Germania Indoor Singolare - Doppio     | Edda Buding Pat Ward-Hales 6-2 6-4             | Florence de la Courtie Christiane Mercelis      |               |                     |
| 21 gennaio | Australian Championships 1959 Adelaide, Australia Erba Singolare - Doppio               | Mary Carter-Reitano 6-2 6-3                    | Renee Schuurman                                 |               |                     |
| 21 gennaio | Australian Championships 1959 Adelaide, Australia Erba Singolare - Doppio               | Renee Schuurman Sandra Reynolds-Price 7-5,6-4  | Lorraine Coghlan Robinson Mary Carter-Reitano   |               |                     |
| 25 gennaio | University of Miami Championships 1959 Coral Gables, USA Terra rossa Singolare - Doppio | Marie Martin 6-8 6-3 6-3                       | Karol Fageros                                   |               |                     |
| 25 gennaio | University of Miami Championships 1959 Coral Gables, USA Terra rossa Singolare - Doppio | Karol Fageros Marie Martin 6-2 6-2             | Edna Salichs Fuller                             |               |                     |

## Febbraio
| Settimana   | Torneo                                                                                    | Vincitore                                      | FINalista                                | Semifinalisti | Eliminati ai quarti |
| ----------- | ----------------------------------------------------------------------------------------- | ---------------------------------------------- | ---------------------------------------- | ------------- | ------------------- |
| 1º febbraio | Florida State Championships 1959 Orlando, USA Terra rossa Singolare - Doppio              | Laura Lou Jahn Kunnen 6-2 6-2                  | Marie Martin                             |               |                     |
| 1º febbraio | Florida State Championships 1959 Orlando, USA Terra rossa Singolare - Doppio              | Marie Martin Carol Ann Prosen 6-2 6-0          | Owen McHaney Laura Lou Jahn Kunnen       |               |                     |
| 8 febbraio  | Scandanavian Covered Court Championships 1959 Stoccolma, Svezia Indoor Singolare - Doppio | Angela Mortimer 4-6 6-1 6-2                    | Christine Truman                         |               |                     |
| 8 febbraio  | Scandanavian Covered Court Championships 1959 Stoccolma, Svezia Indoor Singolare - Doppio | Angela Mortimer Christine Truman 6-3 6-2       | Bibbi Gullbrandsson-Sanden Erika Vollmer |               |                     |
| 8 febbraio  | Austin Smith Championships 1959 Fort Lauderdale, USA Terra rossa Singolare - Doppio       | Karol Fageros 6-4 6-3                          | Marie Martin                             |               |                     |
| 8 febbraio  | Austin Smith Championships 1959 Fort Lauderdale, USA Terra rossa Singolare - Doppio       |                                                |                                          |               |                     |
| 14 febbraio | Auckland International Wills 1959 Auckland, Nuova Zelanda Erba Singolare - Doppio         | Ruia Morrison-Davy 6-4 6-4                     | Betty Holstein                           |               |                     |
| 14 febbraio | Auckland International Wills 1959 Auckland, Nuova Zelanda Erba Singolare - Doppio         | Mary Carter-Reitano Noelene Turner 4-6 6-3 6-2 | Betty Holstein Jan Lehane                |               |                     |
| 15 febbraio | South Florida Championships 1959 West Palm Beach, USA Terra rossa Singolare - Doppio      | Barbara Scofield-Davidson 6-4 2-6 9-7          | Marie Martin                             |               |                     |
| 15 febbraio | South Florida Championships 1959 West Palm Beach, USA Terra rossa Singolare - Doppio      |                                                |                                          |               |                     |
| 22 febbraio | Ceylon National Championships 1959 Colombo, Sri Lanka Singolare - Doppio                  | Ranjani Jayasuriya 6-2 7-5                     | Dechu Appiah                             |               |                     |
| 22 febbraio | Ceylon National Championships 1959 Colombo, Sri Lanka Singolare - Doppio                  | Ranjani Jayasuriya Dechu Appiah 6-4 6-2        | Waller Warren                            |               |                     |
| 22 febbraio | City of Miami Championships 1959 Miami, USA Terra rossa Singolare - Doppio                | Marie Martin 6-3 6-1                           | Barbara Scofield-Davidson                |               |                     |
| 22 febbraio | City of Miami Championships 1959 Miami, USA Terra rossa Singolare - Doppio                |                                                |                                          |               |                     |
| 22 febbraio | French Covered Court Championships 1959 Parigi, Francia Indoor Singolare - Doppio         | Angela Mortimer 6-2 6-1                        | Florence de la Courtie                   |               |                     |
| 22 febbraio | French Covered Court Championships 1959 Parigi, Francia Indoor Singolare - Doppio         | Angela Mortimer Pat Ward-Hales 6-3 6-1         | Aline Nenot Renata Ostermann             |               |                     |
| 28 febbraio | US Indoors 1959 Boston, USA Indoor Singolare - Doppio                                     | Lois Felix 6-2 8-6                             | Carole Wright                            |               |                     |
| 28 febbraio | US Indoors 1959 Boston, USA Indoor Singolare - Doppio                                     | Lois Felix Kay Hubbell 6-2 6-2                 | Frye Richards                            |               |                     |

## Marzo
| Settimana | Torneo | Vincitore                                           | FINalista                                   | Semifinalisti | Eliminati ai quarti |
| --------- | --- | --------------------------------------------------- | ------------------------------------------- | ------------- | ------------------- |
| marzo     | OFS Championships 1959 Bloemfontein, Sudafrica Singolare - Doppio                                                | Bernice Carr-Vukovich                               | non conosciuta (bandiera)                   |               |                     |
| marzo     | OFS Championships 1959 Bloemfontein, Sudafrica Singolare - Doppio                                                |                                                     |                                             |               |                     |
| marzo     | Curacao International 1959 Curaçao, Paesi Bassi Singolare - Doppio                                               | Christine Truman                                    | non conosciuta (bandiera)                   |               |                     |
| marzo     | Curacao International 1959 Curaçao, Paesi Bassi Singolare - Doppio                                               |                                                     |                                             |               |                     |
| marzo     | Moscow International Indoor Championships 1959 Mosca, URSS Singolare - Doppio                                    | Christiane Mercelis 7-5 6-2                         | Suzanne Le Besnerais                        |               |                     |
| marzo     | Moscow International Indoor Championships 1959 Mosca, URSS Singolare - Doppio                                    |                                                     |                                             |               |                     |
| 1º marzo  | Desert Invitational 1959 Palm Desert, USA Cemento Singolare - Doppio                                             | Beverly Baker-Fleitz 6-2 6-4                        | Sally Moore                                 |               |                     |
| 1º marzo  | Desert Invitational 1959 Palm Desert, USA Cemento Singolare - Doppio                                             |                                                     |                                             |               |                     |
| 2 marzo   | Coupe Georges Couzon 1959 Lione, Francia Singolare - Doppio                                                      | Angela Mortimer 6-2 6-4                             | Josette Billaz                              |               |                     |
| 2 marzo   | Coupe Georges Couzon 1959 Lione, Francia Singolare - Doppio                                                      |                                                     |                                             |               |                     |
| 7 marzo   | Queensland Bay Championships 1959 Redcliffe, Australia Singolare - Doppio                                        | S. Lee 7-5 6-0                                      | Duff                                        |               |                     |
| 7 marzo   | Queensland Bay Championships 1959 Redcliffe, Australia Singolare - Doppio                                        |                                                     |                                             |               |                     |
| 8 marzo   | New South Wales Hard Court Championships 1959 Goulburn, Australia Terra rossa Singolare - Doppio                 | Jan Lehane 2-6 6-1 6-2                              | Betty Holstein                              |               |                     |
| 8 marzo   | New South Wales Hard Court Championships 1959 Goulburn, Australia Terra rossa Singolare - Doppio                 | Mary Bevis-Hawton Janet Lehane 6-1 6-4              | Lesley Turner Bowrey Noelene Turner         |               |                     |
| 8 marzo   | La Jolla Beach Invitation 1959 La Jolla, USA Cemento Singolare - Doppio                                          | Patricia Todd 6-2 1-6 7-5                           | Karen Hantze Susman                         |               |                     |
| 8 marzo   | La Jolla Beach Invitation 1959 La Jolla, USA Cemento Singolare - Doppio                                          | Dorothy Bundy Cheney Prentiss 7-5 7-5               | Moore Tegland                               |               |                     |
| 8 marzo   | Torneo di Santa Barbara 1959 Santa Barbara, USA Singolare - Doppio                                               | Diane Wootton 8-6 6-2                               | non conosciuta (bandiera)                   |               |                     |
| 8 marzo   | Torneo di Santa Barbara 1959 Santa Barbara, USA Singolare - Doppio                                               | Mary Arnold Prentiss Darlene Hard 6-4 6-2           | Jeri Shepherd Wootten                       |               |                     |
| 9 marzo   | Caracas Altamira International 1959 Caracas, Venezuela Cemento Singolare - Doppio                                | Christine Truman 6-2 6-3                            | Maria Esther Bueno                          |               |                     |
| 9 marzo   | Caracas Altamira International 1959 Caracas, Venezuela Cemento Singolare - Doppio                                | Maria Ester Bueno Janet Hopps Adkisson 8-6 6-3      | Yola Ramírez Rosa Maria Reyes Darmon        |               |                     |
| 10 marzo  | Riviera Championships 1959 Mentone, Francia Terra rossa Singolare - Doppio                                       | Florence de la Courtie 7-5 6-1                      | Lucia Bassi                                 |               |                     |
| 10 marzo  | Riviera Championships 1959 Mentone, Francia Terra rossa Singolare - Doppio                                       |                                                     |                                             |               |                     |
| 14 marzo  | Colombia International 1959 Barranquilla, Colombia Terra rossa Singolare - Doppio                                | Dorothy Knode-Head 1-6 6-2 6-2                      | Maria Esther Bueno                          |               |                     |
| 14 marzo  | Colombia International 1959 Barranquilla, Colombia Terra rossa Singolare - Doppio                                | Yola Ramírez Rosa Maria Reyes Darmon 6-3 6-3        | Maria Ester Bueno Janet Hopps Adkisson      |               |                     |
| 14 marzo  | British Covered Court Championships 1959 Londra, Gran Bretagna Indoor Singolare - Doppio                         | Angela Mortimer 6-2 6-3                             | Pat Ward-Hales                              |               |                     |
| 14 marzo  | British Covered Court Championships 1959 Londra, Gran Bretagna Indoor Singolare - Doppio                         | Angela Mortimer Pat Ward-Hales 7-5 6-1              | Webb Pat Wheeler                            |               |                     |
| 15 marzo  | Egyptian International Cairo Championships 1959 Il Cairo, Egitto Terra rossa Singolare - Doppio                  | Vera Sukova Puzejova 6-3 4-6 6-2                    | Eva Johannes                                |               |                     |
| 15 marzo  | Egyptian International Cairo Championships 1959 Il Cairo, Egitto Terra rossa Singolare - Doppio                  | Ginette Grandguillot Menache 9-7 14-12              | Xenia Vassiliadis Vera Sukova Puzejova      |               |                     |
| 15 marzo  | Gallia Club Championships 1959 Cannes, Francia Terra rossa Singolare - Doppio                                    | Zsuzsa Körmöczy 1-6 6-2 6-2                         | Maria Teresa Riedl                          |               |                     |
| 15 marzo  | Gallia Club Championships 1959 Cannes, Francia Terra rossa Singolare - Doppio                                    | Lucia Bassi Roberta Beltrame 1-6 6-4 7-5            | Francesca Gordigiani Maria Teresa Riedl     |               |                     |
| 22 marzo  | Egyptian International Alexandria Championships 1959 Alessandria d'Egitto, Egitto Terra rossa Singolare - Doppio | Vera Sukova Puzejova 6-1 6-0                        | Eva Johannes                                |               |                     |
| 22 marzo  | Egyptian International Alexandria Championships 1959 Alessandria d'Egitto, Egitto Terra rossa Singolare - Doppio |                                                     |                                             |               |                     |
| 22 marzo  | Kingston International 1959 Kingston, Giamaica Erba Singolare - Doppio                                           | Dorothy Knode-Head 6-1 4-6 6-3                      | Christine Truman                            |               |                     |
| 22 marzo  | Kingston International 1959 Kingston, Giamaica Erba Singolare - Doppio                                           | Dorothy Knode-Head Gwen Thomas 7-5 6-2              | Betty Rosenquest Pratt Christine Truman     |               |                     |
| 22 marzo  | Torneo di Wynnum 1959 Wynnum, Australia Singolare - Doppio                                                       | Gray 6-3 6-1                                        | Duff                                        |               |                     |
| 22 marzo  | Torneo di Wynnum 1959 Wynnum, Australia Singolare - Doppio                                                       |                                                     |                                             |               |                     |
| 23 marzo  | Cannes Lawn Tennis Club Championships 1959 Cannes, Francia Terra rossa Singolare - Doppio                        | Zsuzsa Körmöczy 7-5 6-1                             | Florence de la Courtie                      |               |                     |
| 23 marzo  | Cannes Lawn Tennis Club Championships 1959 Cannes, Francia Terra rossa Singolare - Doppio                        | Francesca Gordigiani Maria Teresa Riedl 8-6 0-6 6-1 | Lea Pericoli Lucia Bassi                    |               |                     |
| 29 marzo  | South African Championships 1959 Johannesburg, Sudafrica Singolare - Doppio                                      | Sandra Reynolds-Price 6-0 8-6                       | Bernice Carr-Vukovich                       |               |                     |
| 29 marzo  | South African Championships 1959 Johannesburg, Sudafrica Singolare - Doppio                                      | Dora Kilian-Shaw T. Hale 2-6 6-4 6-3                | Sandra Reynolds-Price Renee Schuurman       |               |                     |
| 29 marzo  | Perth Championships 1959 Perth, Australia Singolare - Doppio                                                     | Jan Lehane 6-0 6-2                                  | Langley                                     |               |                     |
| 29 marzo  | Perth Championships 1959 Perth, Australia Singolare - Doppio                                                     |                                                     |                                             |               |                     |
| 30 marzo  | Caribbean Championships 1959 Montego Bay, Giamaica Cemento Singolare - Doppio                                    | Christine Truman 6-3 6-0                            | Janet Hopps Adkisson                        |               |                     |
| 30 marzo  | Caribbean Championships 1959 Montego Bay, Giamaica Cemento Singolare - Doppio                                    | Martha Hernandez Janet Hopps Adkisson 8-6 6-4       | Betty Rosenquest Pratt Christine Truman     |               |                     |
| 30 marzo  | Central Queensland Championships 1959 Rockhampton, Australia Singolare - Doppio                                  | Dot Duff 6-3 6-4                                    | Burton                                      |               |                     |
| 30 marzo  | Central Queensland Championships 1959 Rockhampton, Australia Singolare - Doppio                                  |                                                     |                                             |               |                     |
| 30 marzo  | Goulburn Valley Championships 1959 Shepparton, Australia Singolare - Doppio                                      | Eva Duldig 6-2 6-3                                  | Nethersole                                  |               |                     |
| 30 marzo  | Goulburn Valley Championships 1959 Shepparton, Australia Singolare - Doppio                                      |                                                     |                                             |               |                     |
| 30 marzo  | Murray Valley Championships 1959 Swan Hill, Australia Singolare - Doppio                                         | Margaret Smith-Court 6-2 6-2                        | Fair                                        |               |                     |
| 30 marzo  | Murray Valley Championships 1959 Swan Hill, Australia Singolare - Doppio                                         |                                                     |                                             |               |                     |
| 30 marzo  | Yarrawonga Easter Tournament 1959 Yarrawonga, Australia Singolare - Doppio                                       | Lorraine Coghlan Robinson 6-2 56 6-2                | Beverly Mance Rae                           |               |                     |
| 30 marzo  | Yarrawonga Easter Tournament 1959 Yarrawonga, Australia Singolare - Doppio                                       |                                                     |                                             |               |                     |
| 30 marzo  | Torneo di Kingaroy 1959 Kingaroy, Australia Singolare - Doppio                                                   | Linde 10-8 6-2                                      | Madonna Schacht                             |               |                     |
| 30 marzo  | Torneo di Kingaroy 1959 Kingaroy, Australia Singolare - Doppio                                                   |                                                     |                                             |               |                     |
| 30 marzo  | Torneo di La Jolla 1959 La Jolla, USA Singolare - Doppio                                                         | Karen Hantze Susman                                 | Kathy Chabot                                |               |                     |
| 30 marzo  | Torneo di La Jolla 1959 La Jolla, USA Singolare - Doppio                                                         |                                                     |                                             |               |                     |
| 30 marzo  | Monte Carlo Cup 1959 Monte Carlo, Monte Carlo Terra rossa Singolare - Doppio                                     | Zsuzsa Körmöczy 7-5 1-6 6-3                         | Yola Ramírez                                |               |                     |
| 30 marzo  | Monte Carlo Cup 1959 Monte Carlo, Monte Carlo Terra rossa Singolare - Doppio                                     | Coste Maud Galtier 6-1 6-2                          | Florence de la Courtie Ginette Grandguillot |               |                     |
| 31 marzo  | Southport Hard Court Championships 1959 Southport, Gran Bretagna Terra rossa Singolare - Doppio                  | Shirley Bloomer-Brasher 6-3 6-3                     | Margaret O'Donnell                          |               |                     |
| 31 marzo  | Southport Hard Court Championships 1959 Southport, Gran Bretagna Terra rossa Singolare - Doppio                  | Rita Bentley Shirley Bloomer-Brasher 6-1 3-6 6-1    | Jean Knight Margaret O'Donnell              |               |                     |

## Aprile
| Settimana | Torneo                                                                                          | Vincitore                                         | FINalista                                  | Semifinalisti | Eliminati ai quarti |
| --------- | ----------------------------------------------------------------------------------------------- | ------------------------------------------------- | ------------------------------------------ | ------------- | ------------------- |
| aprile    | Thunderbird Classic 1959 Phoenix, USA Singolare - Doppio                                        | Vicky Palmer Heinecke 3-6 6-1 7-5                 | Barbara Green-Weigandt                     |               |                     |
| aprile    | Thunderbird Classic 1959 Phoenix, USA Singolare - Doppio                                        |                                                   |                                            |               |                     |
| 1º aprile | Tasmanian Championships 1959 Launceston, Australia Singolare - Doppio                           | Thelma Coyne 6-1 6-1                              | L. Bowden                                  |               |                     |
| 1º aprile | Tasmanian Championships 1959 Launceston, Australia Singolare - Doppio                           |                                                   |                                            |               |                     |
| 4 aprile  | Surrey Hard Court Championships 1959 Roehampton, Gran Bretagna Terra rossa Singolare - Doppio   | Angela Mortimer 6-3 6-0                           | Pat Ward-Hales                             |               |                     |
| 4 aprile  | Surrey Hard Court Championships 1959 Roehampton, Gran Bretagna Terra rossa Singolare - Doppio   | Norma Marsh Dawn Thomas 6-3 6-2                   | Julie Lintern Ruia Morrison-Davy           |               |                     |
| 4 aprile  | Caribe Hilton Championships 1959 San Juan, Porto Rico Cemento Singolare - Doppio                | Christine Truman 6-2 6-2                          | Janet Hopps Adkisson                       |               |                     |
| 4 aprile  | Caribe Hilton Championships 1959 San Juan, Porto Rico Cemento Singolare - Doppio                | Martha Hernandez Janet Hopps Adkisson 3-6 6-4 6-4 | Betty Rosenquest Pratt Christine Truman    |               |                     |
| 5 aprile  | Nice Lawn Tennis Club Championships 1959 Nizza, Francia Terra rossa Singolare - Doppio          | Yola Ramírez 6-2 6-4                              | Paule Courteix                             |               |                     |
| 5 aprile  | Nice Lawn Tennis Club Championships 1959 Nizza, Francia Terra rossa Singolare - Doppio          | Yola Ramírez Karol Fageros 6-3 4-6 6-1            | Paule Courteix Jacqueline Rees-Lewis Vives |               |                     |
| 11 aprile | Aix Golden Racquet Tournament 1959 Aix-en-Provence, Francia Singolare - Doppio                  | Yola Ramírez 7-5 6-2                              | Florence de la Courtie                     |               |                     |
| 11 aprile | Aix Golden Racquet Tournament 1959 Aix-en-Provence, Francia Singolare - Doppio                  |                                                   |                                            |               |                     |
| 11 aprile | Carlton Club Championships 1959 Cannes, Francia Singolare - Doppio                              | Jacqueline Rees-Lewis Vives 6-2 6-1               | Ginette Grandguillot                       |               |                     |
| 11 aprile | Carlton Club Championships 1959 Cannes, Francia Singolare - Doppio                              |                                                   |                                            |               |                     |
| 11 aprile | Cumberland Hard Court Championships 1959 Hampstead, Gran Bretagna Singolare - Doppio            | Shirley Bloomer-Brasher 6-2 6-4                   | Ruia Morrison-Davy                         |               |                     |
| 11 aprile | Cumberland Hard Court Championships 1959 Hampstead, Gran Bretagna Singolare - Doppio            |                                                   |                                            |               |                     |
| 11 aprile | Australian Hard Court Championships 1959 Melbourne, Australia Singolare - Doppio                | Jan Lehane 6-0 2-6 6-2                            | Lorraine Coghlan Robinson                  |               |                     |
| 11 aprile | Australian Hard Court Championships 1959 Melbourne, Australia Singolare - Doppio                |                                                   |                                            |               |                     |
| 12 aprile | Good Neighbor Tournament 1959 Miami Beach, USA Singolare - Doppio                               | Janet Hopps Adkisson 4-6 6-2 6-4                  | Christiane Mercelis                        |               |                     |
| 12 aprile | Good Neighbor Tournament 1959 Miami Beach, USA Singolare - Doppio                               |                                                   |                                            |               |                     |
| 18 aprile | Catania Championships 1959 Catania, Italia Singolare - Doppio                                   | Sandra Reynolds-Price 6-4 2-6 6-3                 | Yola Ramírez                               |               |                     |
| 18 aprile | Catania Championships 1959 Catania, Italia Singolare - Doppio                                   |                                                   |                                            |               |                     |
| 18 aprile | Rothmans Connaught Championships 1959 Chingford, Gran Bretagna Terra rossa Singolare - Doppio   | Angela Mortimer 6-3 7-5                           | Christine Truman                           |               |                     |
| 18 aprile | Rothmans Connaught Championships 1959 Chingford, Gran Bretagna Terra rossa Singolare - Doppio   |                                                   |                                            |               |                     |
| 18 aprile | Sutton Hard Court Championships 1959 Sutton, Gran Bretagna Terra rossa Singolare - Doppio       | Pat Ward-Hales 6-4 4-6 6-4                        | Shirley Bloomer-Brasher                    |               |                     |
| 18 aprile | Sutton Hard Court Championships 1959 Sutton, Gran Bretagna Terra rossa Singolare - Doppio       |                                                   |                                            |               |                     |
| 25 aprile | Mediterranean Club Championships 1959 Nizza, Francia Singolare - Doppio                         | Linda Vail 9-7 1-6 6-3                            | Hultkrantc                                 |               |                     |
| 25 aprile | Mediterranean Club Championships 1959 Nizza, Francia Singolare - Doppio                         |                                                   |                                            |               |                     |
| 25 aprile | Campionati Internazionali di Sicilia 1959 Palermo, Italia Singolare - Doppio                    | Yola Ramírez 2-6 6-4 6-4                          | Renee Schuurman                            |               |                     |
| 25 aprile | Campionati Internazionali di Sicilia 1959 Palermo, Italia Singolare - Doppio                    | Renee Schuurman Sandra Reynolds-Price 6-3 5-7 7-5 | Silvana Lazzarino Migliori                 |               |                     |
| 25 aprile | Campionati Internazionali di Sicilia 1959 Palermo, Italia Singolare - Doppio                    | Doppio misto: Yola Ramírez Trevor Fancutt 6-4 6-3 | Renee Schuurman Orlando Sirola             |               |                     |
| 26 aprile | British Hard Court Championships 1959 Bournemouth, Gran Bretagna Terra rossa Singolare - Doppio | Angela Mortimer 6-4 2-6 6-4                       | Christine Truman                           |               |                     |
| 26 aprile | British Hard Court Championships 1959 Bournemouth, Gran Bretagna Terra rossa Singolare - Doppio | Angela Mortimer Pat Ward-Hales 6-1 6-3            | Shirley Bloomer-Brasher Christine Truman   |               |                     |
| 26 aprile | Ojai Valley Championships 1959 Ojai, USA Singolare - Doppio                                     | Beverly Baker-Fleitz                              | Sally Moore                                |               |                     |
| 26 aprile | Ojai Valley Championships 1959 Ojai, USA Singolare - Doppio                                     |                                                   |                                            |               |                     |

## Maggio
| Settimana  | Torneo                                                                                          | Vincitore                                            | FINalista                              | Semifinalisti | Eliminati ai quarti |
| ---------- | ----------------------------------------------------------------------------------------------- | ---------------------------------------------------- | -------------------------------------- | ------------- | ------------------- |
| maggio     | Belgian International Championships 1959 Bruxelles, Belgio Terra rossa Singolare - Doppio       | Christiane Mercelis 6-2 6-1                          | Alice Heegewalt                        |               |                     |
| maggio     | Belgian International Championships 1959 Bruxelles, Belgio Terra rossa Singolare - Doppio       |                                                      |                                        |               |                     |
| maggio     | Tennis Club Weissenhof Championships 1959 Stoccarda, Germania Singolare - Doppio                | Pat Ward-Hales 2-6 6-4 6-4                           | Mimi Arnold                            |               |                     |
| maggio     | Tennis Club Weissenhof Championships 1959 Stoccarda, Germania Singolare - Doppio                |                                                      |                                        |               |                     |
| 2 maggio   | London Hard Court Championships 1959 Hurlingham, Gran Bretagna Terra rossa Singolare - Doppio   | Angela Mortimer 7-5 6-1                              | Janet Hopps Adkisson                   |               |                     |
| 2 maggio   | London Hard Court Championships 1959 Hurlingham, Gran Bretagna Terra rossa Singolare - Doppio   |                                                      |                                        |               |                     |
| 2 maggio   | Campionato Partenopeo 1959 Napoli, Italia Singolare - Doppio                                    | Renee Schuurman 9-7 6-4                              | Sandra Reynolds-Price                  |               |                     |
| 2 maggio   | Campionato Partenopeo 1959 Napoli, Italia Singolare - Doppio                                    |                                                      |                                        |               |                     |
| 2 maggio   | Campionato Partenopeo 1959 Napoli, Italia Singolare - Doppio                                    | Doppio misto: Renee Schuurman Orlando Sirola 6-2 6-1 | Yola Ramírez Trevor Fancutt            |               |                     |
| 2 maggio   | Paris International Championships 1959 Parigi, Francia Singolare - Doppio                       | Florence de la Courtie 6-2 6-4                       | Aline Nenot                            |               |                     |
| 2 maggio   | Paris International Championships 1959 Parigi, Francia Singolare - Doppio                       |                                                      |                                        |               |                     |
| 3 maggio   | Northern California Championships 1959 San Francisco, USA Singolare - Doppio                    | Gerry Carter 7-5 9-7                                 | Stevens Marge                          |               |                     |
| 3 maggio   | Northern California Championships 1959 San Francisco, USA Singolare - Doppio                    |                                                      |                                        |               |                     |
| 4 maggio   | Maroochy Tennis Championships 1959 Nambour, Australia Singolare - Doppio                        | Shirley Lee 1-6 6-2 6-4                              | Robyn Ebbern                           |               |                     |
| 4 maggio   | Maroochy Tennis Championships 1959 Nambour, Australia Singolare - Doppio                        |                                                      |                                        |               |                     |
| 9 maggio   | Guildford Hard Court Championships 1959 Guildford, Gran Bretagna Terra rossa Singolare - Doppio | Ruia Morrison-Davy 7-5 6-1                           | Davy Cross                             |               |                     |
| 9 maggio   | Guildford Hard Court Championships 1959 Guildford, Gran Bretagna Terra rossa Singolare - Doppio |                                                      |                                        |               |                     |
| 10 maggio  | Southern California Championships 1959 Los Angeles, USA Singolare - Doppio                      | Sally Moore 5-7 6-3 6-4                              | Beverly Baker-Fleitz                   |               |                     |
| 10 maggio  | Southern California Championships 1959 Los Angeles, USA Singolare - Doppio                      |                                                      |                                        |               |                     |
| 11 maggio  | Torneo di Essen 1959 Essen, Germania Singolare - Doppio                                         | Pat Ward-Hales 3-6 6-3 6-0                           | Fay Muller                             |               |                     |
| 11 maggio  | Torneo di Essen 1959 Essen, Germania Singolare - Doppio                                         |                                                      |                                        |               |                     |
| 13 maggio  | Internazionali d'Italia 1959 Torino, Italia Terra rossa Singolare - Doppio                      | Christine Truman 6-0 6-1                             | Sandra Reynolds-Price                  |               |                     |
| 13 maggio  | Internazionali d'Italia 1959 Torino, Italia Terra rossa Singolare - Doppio                      | Yola Ramírez Rosa Maria Reyes Darmon 4-6 6-4 6-4     | Maria Ester Bueno Janet Hopps Adkisson |               |                     |
| 1-6 maggio | Torneo di Wolverhampton 1959 Wolverhampton, Gran Bretagna Singolare - Doppio                    | Angela Mortimer 6-2 6-4                              | Ann Haydon Jones                       |               |                     |
| 1-6 maggio | Torneo di Wolverhampton 1959 Wolverhampton, Gran Bretagna Singolare - Doppio                    |                                                      |                                        |               |                     |
| 17 maggio  | California State Championships 1959 Los Angeles, USA Singolare - Doppio                         | Farel Footman 6-2 6-0                                | Brusco                                 |               |                     |
| 17 maggio  | California State Championships 1959 Los Angeles, USA Singolare - Doppio                         |                                                      |                                        |               |                     |
| 18 maggio  | West Berlin Championships 1959 Berlino, Germania Terra rossa Singolare - Doppio                 | Sandra Reynolds-Price 7-5 6-2                        | Maria Esther Bueno                     |               |                     |
| 18 maggio  | West Berlin Championships 1959 Berlino, Germania Terra rossa Singolare - Doppio                 | Sandra Reynolds-Price Renee Schuurman 6-2 6-2        | Karol Fageros Pat Ward-Hales           |               |                     |
| 18 maggio  | Torneo di Lugano 1959 Lugano, Svizzera Singolare - Doppio                                       | Christine Truman 8-6 6-1                             | Yola Ramírez                           |               |                     |
| 18 maggio  | Torneo di Lugano 1959 Lugano, Svizzera Singolare - Doppio                                       |                                                      |                                        |               |                     |
| 23 maggio  | Torneo di Sutton Coldfield 1959 Sutton, Gran Bretagna Singolare - Doppio                        | Angela Mortimer 6-2 6-2                              | Ann Haydon Jones                       |               |                     |
| 23 maggio  | Torneo di Sutton Coldfield 1959 Sutton, Gran Bretagna Singolare - Doppio                        |                                                      |                                        |               |                     |
| 31 maggio  | Wiesbaden Championships 1959 Wiesbaden, Germania Terra rossa Singolare - Doppio                 | Mimi Arnold 6-4 6-1                                  | Margot Dittmeyer                       |               |                     |
| 31 maggio  | Wiesbaden Championships 1959 Wiesbaden, Germania Terra rossa Singolare - Doppio                 | Erika Vollmer Pat Ward-Hales walkover                | Mimi Arnold Margot Dittmeyer           |               |                     |
| 31 maggio  | Connecticut State Championships 1959 New Haven, USA Singolare - Doppio                          | Lois Felix wo                                        | Shirley Fry                            |               |                     |
| 31 maggio  | Connecticut State Championships 1959 New Haven, USA Singolare - Doppio                          |                                                      |                                        |               |                     |
| 31 maggio  | Internazionali di Francia 1959 Parigi, Francia Terra rossa Singolare - Doppio                   | Christine Truman 6-4 7-5                             | Zsuzsa Körmöczy                        |               |                     |
| 31 maggio  | Internazionali di Francia 1959 Parigi, Francia Terra rossa Singolare - Doppio                   | Sandra Reynolds-Price Renee Schuurman 2-6 6-0 6-1    | Yola Ramírez Rosa Maria Reyes Darmon   |               |                     |
| 31 maggio  | Surrey Grass Court Championships 1959 Surbiton, Gran Bretagna Erba Singolare - Doppio           | Sally Moore 6-4 6-2                                  | Ann Haydon Jones                       |               |                     |
| 31 maggio  | Surrey Grass Court Championships 1959 Surbiton, Gran Bretagna Erba Singolare - Doppio           |                                                      |                                        |               |                     |

## Giugno
| Settimana | Torneo                                                                                   | Vincitore                                     | FINalista                             | Semifinalisti | Eliminati ai quarti |
| --------- | ---------------------------------------------------------------------------------------- | --------------------------------------------- | ------------------------------------- | ------------- | ------------------- |
| 6 giugno  | The Priory 1959 Birmingham, Gran Bretagna Erba Singolare - Doppio                        | Maria Esther Bueno 3-6 6-2 6-4                | Ann Haydon Jones                      |               |                     |
| 6 giugno  | The Priory 1959 Birmingham, Gran Bretagna Erba Singolare - Doppio                        | Jeanne Arth Maria Ester Bueno 9-7 6-1         | Renee Schuurman Sandra Reynolds-Price |               |                     |
| 6 giugno  | Torneo di Cheltenham 1959 Cheltenham, Gran Bretagna Singolare - Doppio                   | Mary Carter-Reitano Pat Hird titolo condiviso |                                       |               |                     |
| 6 giugno  | Torneo di Cheltenham 1959 Cheltenham, Gran Bretagna Singolare - Doppio                   |                                               |                                       |               |                     |
| 6 giugno  | Northern Championships 1959 Manchester, Gran Bretagna Singolare - Doppio                 | Sally Moore 6-2 2-6 6-3                       | Rosa Maria Reyes Darmon               |               |                     |
| 6 giugno  | Northern Championships 1959 Manchester, Gran Bretagna Singolare - Doppio                 |                                               |                                       |               |                     |
| 6 giugno  | Barnes 1959 Lowther, Gran Bretagna Erba Singolare - Doppio                               | Hanna Sladek 6-3 10-8                         | Jennifer Wagstaff                     |               |                     |
| 6 giugno  | Barnes 1959 Lowther, Gran Bretagna Erba Singolare - Doppio                               |                                               |                                       |               |                     |
| 7 giugno  | Torneo Godò 1959 Barcellona, Spagna Terra rossa Singolare - Doppio                       | Silvana Lazzarino 4-6 6-4 6-4                 | Karol Fageros                         |               |                     |
| 7 giugno  | Torneo Godò 1959 Barcellona, Spagna Terra rossa Singolare - Doppio                       |                                               |                                       |               |                     |
| 7 giugno  | Norwegian International Championships 1959 Oslo, Norvegia Terra rossa Singolare - Doppio | Pat Ward-Hales 6-2 6-0                        | Lill Lind                             |               |                     |
| 7 giugno  | Norwegian International Championships 1959 Oslo, Norvegia Terra rossa Singolare - Doppio | Fay Muller Pat Ward-Hales 6-1 6-1             | Liv Christiansen Liv Paldan           |               |                     |
| 8 giugno  | Swiss International Championships 1959 Lugano, Svizzera Singolare - Doppio               | Lea Pericoli Finale cancellata per pioggia    | Norma Marsh                           |               |                     |
| 8 giugno  | Swiss International Championships 1959 Lugano, Svizzera Singolare - Doppio               |                                               |                                       |               |                     |
| 13 giugno | Kent Championships 1959 Beckenham, Gran Bretagna Erba Singolare - Doppio                 | Darlene Hard 6-1 7-5                          | Sally Moore                           |               |                     |
| 13 giugno | Kent Championships 1959 Beckenham, Gran Bretagna Erba Singolare - Doppio                 | Jeanne Arth Darlene Hard 6-3 6-4              | Janet Hopps Adkisson Pat Ward-Hales   |               |                     |
| 13 giugno | West of England Championships 1959 Bristol, Gran Bretagna Erba Singolare - Doppio        | Maria Esther Bueno 6-4 6-3                    | Sandra Reynolds-Price                 |               |                     |
| 13 giugno | West of England Championships 1959 Bristol, Gran Bretagna Erba Singolare - Doppio        |                                               |                                       |               |                     |
| 13 giugno | Düsseldorf Championships 1959 Düsseldorf, Germania Terra rossa Singolare - Doppio        | Karol Fageros 6-8 6-1 6-1                     | Renata Ostermann                      |               |                     |
| 13 giugno | Düsseldorf Championships 1959 Düsseldorf, Germania Terra rossa Singolare - Doppio        |                                               |                                       |               |                     |
| 14 giugno | Blue and Gray Invitation 1959 Montgomery, USA Singolare - Doppio                         | Carol Hanks-Aucamp 6-4 7-5                    | Marie Martin                          |               |                     |
| 14 giugno | Blue and Gray Invitation 1959 Montgomery, USA Singolare - Doppio                         |                                               |                                       |               |                     |
| 14 giugno | Texas Championships 1959 San Antonio, USA Singolare - Doppio                             | Nancy Richey 6-0 6-0                          | Harries                               |               |                     |
| 14 giugno | Texas Championships 1959 San Antonio, USA Singolare - Doppio                             |                                               |                                       |               |                     |
| 15 giugno | Victorian Hard Court Championships 1959 Melbourne, Australia Singolare - Doppio          | Lorraine Coghlan Robinson 9-7 6-4             | Beverly Mance Rae                     |               |                     |
| 15 giugno | Victorian Hard Court Championships 1959 Melbourne, Australia Singolare - Doppio          |                                               |                                       |               |                     |
| 20 giugno | Queen's Club Championships 1959 Londra, Gran Bretagna Erba Singolare - Doppio            | Yola Ramírez 2-6 6-1 6-3                      | Christiane Mercelis                   |               |                     |
| 20 giugno | Queen's Club Championships 1959 Londra, Gran Bretagna Erba Singolare - Doppio            |                                               |                                       |               |                     |
| 20 giugno | Worcestershire Championships 1959 Malvern, Gran Bretagna Singolare - Doppio              | Ann Haydon Jones 6-2 10-8                     | Sheila Armstrong                      |               |                     |
| 20 giugno | Worcestershire Championships 1959 Malvern, Gran Bretagna Singolare - Doppio              |                                               |                                       |               |                     |

## Luglio
| Settimana | Torneo                                                                                    | Vincitore                                                    | FINalista                                  | Semifinalisti | Eliminati ai quarti |
| --------- | ----------------------------------------------------------------------------------------- | ------------------------------------------------------------ | ------------------------------------------ | ------------- | ------------------- |
| luglio    | Natal Championships 1959 Durban, Sudafrica Singolare - Doppio                             | Lynn Hutchings 6-2 6-2                                       | Annette Van Zyl                            |               |                     |
| luglio    | Natal Championships 1959 Durban, Sudafrica Singolare - Doppio                             |                                                              |                                            |               |                     |
| luglio    | Scottish Championships 1959 Edimburgo, Gran Bretagna Singolare - Doppio                   | Sealy 6-0 8-6                                                | Paterson                                   |               |                     |
| luglio    | Scottish Championships 1959 Edimburgo, Gran Bretagna Singolare - Doppio                   |                                                              |                                            |               |                     |
| luglio    | Dutch International Championships 1959 Hilversum, Paesi Bassi Singolare - Doppio          | Norma Marsh 6-4 6-1                                          | Peters                                     |               |                     |
| luglio    | Dutch International Championships 1959 Hilversum, Paesi Bassi Singolare - Doppio          |                                                              |                                            |               |                     |
| luglio    | Czechoslovakian International Championships 1959 Praga, Cecoslovacchia Singolare - Doppio | Vera Sukova Puzejova 6-3 6-3                                 | Volkova                                    |               |                     |
| luglio    | Czechoslovakian International Championships 1959 Praga, Cecoslovacchia Singolare - Doppio |                                                              |                                            |               |                     |
| luglio    | Washington State Championships 1959 Tacoma, USA Singolare - Doppio                        | Janet Hopps Adkisson                                         | non conosciuta (bandiera)                  |               |                     |
| luglio    | Washington State Championships 1959 Tacoma, USA Singolare - Doppio                        |                                                              |                                            |               |                     |
| luglio    | Canadian Championships 1959 Toronto, Canada Singolare - Doppio                            | Marie Martin 6-1 6-2                                         | Martha Hernández                           |               |                     |
| luglio    | Canadian Championships 1959 Toronto, Canada Singolare - Doppio                            | Dorothy Head Mary Martin 6-1, 6-1                            | Martha Hernández Marilyn Montgomery        |               |                     |
| 2 luglio  | Torneo di Wimbledon 1959 Wimbledon, Gran Bretagna Erba Singolare - Doppio                 | Maria Esther Bueno 6-4 6-3                                   | Darlene Hard                               |               |                     |
| 2 luglio  | Torneo di Wimbledon 1959 Wimbledon, Gran Bretagna Erba Singolare - Doppio                 | Jeanne Arth Darlene Hard 2-6, 6-2, 6-3                       | Beverly Baker-Fleitz Margaret Varner Bloss |               |                     |
| 5 luglio  | Torneo di Caboolture 1959 Caboolture, Australia Singolare - Doppio                        | S. Lee 6-4 6-4                                               | Eunice Asplin                              |               |                     |
| 5 luglio  | Torneo di Caboolture 1959 Caboolture, Australia Singolare - Doppio                        |                                                              |                                            |               |                     |
| 5 luglio  | Tri-State Championships 1959 Cincinnati, USA Terra rossa Singolare - Doppio               | Donna Floyd-Fales 5-7 6-2 6-4                                | Carol Hanks-Aucamp                         |               |                     |
| 5 luglio  | Tri-State Championships 1959 Cincinnati, USA Terra rossa Singolare - Doppio               | Marie Martin Marilyn Montgomery 6-4 6-4                      | Susan Butt Carole Loop                     |               |                     |
| 11 luglio | Beerschot International 1959 Anversa, Belgio Terra rossa Singolare - Doppio               | Ramirez                                                      | non conosciuta (bandiera)                  |               |                     |
| 11 luglio | Beerschot International 1959 Anversa, Belgio Terra rossa Singolare - Doppio               |                                                              |                                            |               |                     |
| 11 luglio | Swedish International Hard Court Championships 1959 Båstad, Svezia Singolare - Doppio     | Beverly Baker-Fleitz 6-4 6-1                                 | Joan Johnson                               |               |                     |
| 11 luglio | Swedish International Hard Court Championships 1959 Båstad, Svezia Singolare - Doppio     | Joan Johnson Jeri Shepherd 6-2 3-6 6-2                       | Gufstavsson Rosing                         |               |                     |
| 11 luglio | Swedish International Hard Court Championships 1959 Båstad, Svezia Singolare - Doppio     | Doppio misto: Beverly Baker Fleitz John Fleitz               |                                            |               |                     |
| 11 luglio | Irish Championships 1959 Dublino, Irlanda Erba Singolare - Doppio                         | Renee Schuurman 6-1 3-6 6-3                                  | Sandra Reynolds-Price                      |               |                     |
| 11 luglio | Irish Championships 1959 Dublino, Irlanda Erba Singolare - Doppio                         |                                                              |                                            |               |                     |
| 11 luglio | Nottinghamshire Championships 1959 Nottingham, Gran Bretagna Singolare - Doppio           | Margaret Hellyer 6-4 3-6 7-5                                 | Rita Bentley                               |               |                     |
| 11 luglio | Nottinghamshire Championships 1959 Nottingham, Gran Bretagna Singolare - Doppio           |                                                              |                                            |               |                     |
| 11 luglio | Torneo di Sunderland 959 Sunderland, Gran Bretagna Singolare - Doppio                     | Angela Mortimer 6-4 6-3                                      | Ann Haydon Jones                           |               |                     |
| 11 luglio | Torneo di Sunderland 959 Sunderland, Gran Bretagna Singolare - Doppio                     |                                                              |                                            |               |                     |
| 12 luglio | Western Championships 1959 Milwaukee, USA Singolare - Doppio                              | Karol Fageros 3-6 6-4 6-3                                    | Dorothy Knode-Head                         |               |                     |
| 12 luglio | Western Championships 1959 Milwaukee, USA Singolare - Doppio                              |                                                              |                                            |               |                     |
| 18 luglio | Essex Championships 1959 Frinton, Gran Bretagna Singolare - Doppio                        | Shirley Bloomer-Brasher 7-5 1-6 6-3                          | Pat Hird                                   |               |                     |
| 18 luglio | Essex Championships 1959 Frinton, Gran Bretagna Singolare - Doppio                        |                                                              |                                            |               |                     |
| 18 luglio | North of England Championships 1959 Hoylake, Gran Bretagna Terra rossa Singolare - Doppio | Sheila Armstrong 5-7 7-5 6-2                                 | Deidre Catt                                |               |                     |
| 18 luglio | North of England Championships 1959 Hoylake, Gran Bretagna Terra rossa Singolare - Doppio |                                                              |                                            |               |                     |
| 18 luglio | US Clay Court Championships 1959 Chicago, USA Terra rossa Singolare - Doppio              | Sally Moore 6-2 2-6 6-3                                      | Sandra Reynolds-Price                      |               |                     |
| 18 luglio | US Clay Court Championships 1959 Chicago, USA Terra rossa Singolare - Doppio              | Sandra Reynolds-Price Renee Schuurman 4-6 6-0 6-3            | Jeanne Arth Janet Hopps Adkisson           |               |                     |
| 18 luglio | Welsh Championships 1959 Newport, Gran Bretagna Singolare - Doppio                        | Angela Mortimer 5-7 6-3 6-4                                  | Ann Haydon Jones                           |               |                     |
| 18 luglio | Welsh Championships 1959 Newport, Gran Bretagna Singolare - Doppio                        |                                                              |                                            |               |                     |
| 19 luglio | Hungarian International Championships 1959 Budapest, Ungheria Singolare - Doppio          | Zsuzsa Körmöczy 6-3 6-2                                      | Sofia Broszman                             |               |                     |
| 19 luglio | Hungarian International Championships 1959 Budapest, Ungheria Singolare - Doppio          |                                                              |                                            |               |                     |
| 19 luglio | Middle States Grass Court Championships 1959 Filadelfia, USA Singolare - Doppio           | Nancy Richey 6-4 6-2                                         | Barbara Benigni                            |               |                     |
| 19 luglio | Middle States Grass Court Championships 1959 Filadelfia, USA Singolare - Doppio           |                                                              |                                            |               |                     |
| 20 luglio | Montana Invitational 1959 Montana, Svizzera Singolare - Doppio                            | Yola Ramírez 4-6 6-3 9-7                                     | Rosa Maria Reyes Darmon                    |               |                     |
| 20 luglio | Montana Invitational 1959 Montana, Svizzera Singolare - Doppio                            |                                                              |                                            |               |                     |
| 26 luglio | Swiss International Championships 1959 Gstaad, Svizzera Terra rossa Singolare - Doppio    | Yola Ramírez 7-5 6-1                                         | Mary Carter-Reitano                        |               |                     |
| 26 luglio | Swiss International Championships 1959 Gstaad, Svizzera Terra rossa Singolare - Doppio    |                                                              |                                            |               |                     |
| 26 luglio | Pennsylvania Lawn Tennis Championships 1959 Haverford, USA Erba Singolare - Doppio        | Sandra Reynolds-Price 1-6 6-1 6-4                            | Renee Schuurman                            |               |                     |
| 26 luglio | Pennsylvania Lawn Tennis Championships 1959 Haverford, USA Erba Singolare - Doppio        | Sandra Reynolds-Price Renee Schuurman 6-2 6-2                | Margaret Osborne Margaret Varner Bloss     |               |                     |
| 26 luglio | Pennsylvania Lawn Tennis Championships 1959 Haverford, USA Erba Singolare - Doppio        | Doppio misto: Sandra Reynolds-Price Ian Vermaak 10-8 3-6 7-5 | Sally Moore Ronald Holmberg                |               |                     |

## Agosto
| Settimana | Torneo                                                                                 | Vincitore                                           | FINalista                            | Semifinalisti | Eliminati ai quarti |
| --------- | -------------------------------------------------------------------------------------- | --------------------------------------------------- | ------------------------------------ | ------------- | ------------------- |
| agosto    | Eastern Mediterranean Championships 1959 Atene, Grecia Singolare - Doppio              | Sandra Reynolds-Price 4-6 6-1 6-3                   | Renee Schuurman                      |               |                     |
| agosto    | Eastern Mediterranean Championships 1959 Atene, Grecia Singolare - Doppio              |                                                     |                                      |               |                     |
| agosto    | Brumana International 1959 Brummana, Libano Singolare - Doppio                         | Lea Pericoli 6-3 6-2                                | Renata Ostermann                     |               |                     |
| agosto    | Brumana International 1959 Brummana, Libano Singolare - Doppio                         |                                                     |                                      |               |                     |
| agosto    | Brumana International 1959 Brummana, Libano Singolare - Doppio                         | Renate Ostermann Peter Scholl                       | Pat Nettleton Lew Gerrard            |               |                     |
| agosto    | Moscow International 1959 Mosca, URSS Singolare - Doppio                               | Anna Dmitrieva Tolstoy 6-3 6-1                      | Kuzmenko                             |               |                     |
| agosto    | Moscow International 1959 Mosca, URSS Singolare - Doppio                               |                                                     |                                      |               |                     |
| agosto    | Torneo di Ortisei 1959 Ortisei, Italia Singolare - Doppio                              | Edda Buding                                         | non conosciuta (bandiera)            |               |                     |
| agosto    | Torneo di Ortisei 1959 Ortisei, Italia Singolare - Doppio                              |                                                     |                                      |               |                     |
| 1º agosto | Torneo di Bedford 959 Bedford, Gran Bretagna Singolare - Doppio                        | Angela Mortimer 8-6 6-3                             | Margaret O'Donnell                   |               |                     |
| 1º agosto | Torneo di Bedford 959 Bedford, Gran Bretagna Singolare - Doppio                        |                                                     |                                      |               |                     |
| 1º agosto | Northumberland Championships 1959 Newcastle, Gran Bretagna Singolare - Doppio          | Ann Haydon Jones 6-1 6-4                            | Shirley Bloomer-Brasher              |               |                     |
| 1º agosto | Northumberland Championships 1959 Newcastle, Gran Bretagna Singolare - Doppio          |                                                     |                                      |               |                     |
| 1º agosto | Philadelphia Germantown District Championships 1959 Filadelfia, USA Singolare - Doppio | Karen Hantze Susman 6-3 6-3                         | Kathy Chabot                         |               |                     |
| 1º agosto | Philadelphia Germantown District Championships 1959 Filadelfia, USA Singolare - Doppio |                                                     |                                      |               |                     |
| 1º agosto | Torneo di Aix-les-Bains 1959 Aix-en-Bains, Francia Singolare - Doppio                  | Yola Ramírez 5-7 6-3 6-4                            | Françoise Dürr                       |               |                     |
| 1º agosto | Torneo di Aix-les-Bains 1959 Aix-en-Bains, Francia Singolare - Doppio                  |                                                     |                                      |               |                     |
| 2 agosto  | US Hard Court Championships 1959 Denver, USA Singolare - Doppio                        | Sandra Reynolds-Price 6-3 6-2                       | Beverly Baker-Fleitz                 |               |                     |
| 2 agosto  | US Hard Court Championships 1959 Denver, USA Singolare - Doppio                        |                                                     |                                      |               |                     |
| 9 agosto  | South Queensland Championships 1959 Ipswich, Australia Singolare - Doppio              | Madonna Schacht 8-6 6-3                             | Betty Rosenquest Pratt               |               |                     |
| 9 agosto  | South Queensland Championships 1959 Ipswich, Australia Singolare - Doppio              |                                                     |                                      |               |                     |
| 9 agosto  | Eastern Grass Court Championships 1959 Orange, USA Erba Singolare - Doppio             | Renee Schuurman 6-4 1-6 6-1                         | Sandra Reynolds-Price                |               |                     |
| 9 agosto  | Eastern Grass Court Championships 1959 Orange, USA Erba Singolare - Doppio             |                                                     |                                      |               |                     |
| 10 agosto | German Championships 1959 Amburgo, Germania Singolare - Doppio                         | Edda Buding walkover                                | Zsuzsa Körmöczy                      |               |                     |
| 10 agosto | German Championships 1959 Amburgo, Germania Singolare - Doppio                         | Yola Ramírez Rosa Maria Reyes Darmon 3-6 4-1 ritiro | Edda Buding Zsuzsa Körmöczy          |               |                     |
| 10 agosto | German Championships 1959 Amburgo, Germania Singolare - Doppio                         | Doppio misto: Yola Ramírez William Knight           |                                      |               |                     |
| 10 agosto | Torneo di Quebec 1959 Quebec, Canada Singolare - Doppio                                | Dorothy Knode-Head                                  | non conosciuta (bandiera)            |               |                     |
| 10 agosto | Torneo di Quebec 1959 Quebec, Canada Singolare - Doppio                                |                                                     |                                      |               |                     |
| 17 agosto | Austrian International Championships 1959 Kitzbühel, Austria Singolare - Doppio        | Renee Schuurman 6-4 3-5 ritiro                      | Sandra Reynolds-Price                |               |                     |
| 17 agosto | Austrian International Championships 1959 Kitzbühel, Austria Singolare - Doppio        |                                                     |                                      |               |                     |
| 18 agosto | Bavarian Championships 1959 Monaco di Baviera, Germania Singolare - Doppio             | Edda Buding 4-6 6-4 8-6                             | Margot Dittmeyer                     |               |                     |
| 18 agosto | Bavarian Championships 1959 Monaco di Baviera, Germania Singolare - Doppio             |                                                     |                                      |               |                     |
| 19 agosto | Belgian International Championships 1959 Knokke-Le Zoute, Belgio Singolare - Doppio    | Yola Ramírez 6-2 6-1                                | Christiane Mercelis                  |               |                     |
| 19 agosto | Belgian International Championships 1959 Knokke-Le Zoute, Belgio Singolare - Doppio    |                                                     |                                      |               |                     |
| 23 agosto | Northwestern Championships 1959 Minneapolis, USA Singolare - Doppio                    | Jeanne Arth 6-4 6-3                                 | Joane Swanson                        |               |                     |
| 23 agosto | Northwestern Championships 1959 Minneapolis, USA Singolare - Doppio                    |                                                     |                                      |               |                     |
| 24 agosto | Istanbul International Championships 1959 Istanbul, Turchia Singolare - Doppio         | Sandra Reynolds-Price 4-6 6-0 6-4                   | Renee Schuurman                      |               |                     |
| 24 agosto | Istanbul International Championships 1959 Istanbul, Turchia Singolare - Doppio         |                                                     |                                      |               |                     |
| 27 agosto | Essex County Championships 1959 Manchester, USA Erba Singolare - Doppio                | Angela Mortimer 6-3 3-6 6-3                         | Barbara Green-Weigandt               |               |                     |
| 27 agosto | Essex County Championships 1959 Manchester, USA Erba Singolare - Doppio                | Jeanne Arth Darlene Hard 6-4 6-1                    | Louise Brough Barbara Green-Weigandt |               |                     |
| 30 agosto | Sydney Metropolitan Hard Court Championships 1959 Sydney, Australia Singolare - Doppio | Jan Lehane 6-3 7-5                                  | Betty Holstein                       |               |                     |
| 30 agosto | Sydney Metropolitan Hard Court Championships 1959 Sydney, Australia Singolare - Doppio |                                                     |                                      |               |                     |

## Settembre
| Settimana    | Torneo                                                                                 | Vincitore                                           | FINalista                            | Semifinalisti | Eliminati ai quarti |
| ------------ | -------------------------------------------------------------------------------------- | --------------------------------------------------- | ------------------------------------ | ------------- | ------------------- |
| settembre    | Southern Transvaal Championships 1959 Johannesburg, Sudafrica Singolare - Doppio       | Bernice Carr-Vukovich 6-3 6-1                       | Joan Cross                           |               |                     |
| settembre    | Southern Transvaal Championships 1959 Johannesburg, Sudafrica Singolare - Doppio       |                                                     |                                      |               |                     |
| 1º settembre | Torneo di Budleigh Salterton 1959 Budleigh Salterton, Gran Bretagna Singolare - Doppio | Jill Rook Mills 7-5 6-2                             | Margaret Grace                       |               |                     |
| 1º settembre | Torneo di Budleigh Salterton 1959 Budleigh Salterton, Gran Bretagna Singolare - Doppio |                                                     |                                      |               |                     |
| 1º settembre | Torneo di New Malden 1959 New Malden, Gran Bretagna Singolare - Doppio                 | Pat Wheeler 9-7 7-5                                 | Jean Knight                          |               |                     |
| 1º settembre | Torneo di New Malden 1959 New Malden, Gran Bretagna Singolare - Doppio                 |                                                     |                                      |               |                     |
| 5 settembre  | Torneo di Lee-on-Solent 1959 Lee-on-the-Solent, Gran Bretagna Singolare - Doppio       | Howarth 6-0 6-2                                     | Matthews                             |               |                     |
| 5 settembre  | Torneo di Lee-on-Solent 1959 Lee-on-the-Solent, Gran Bretagna Singolare - Doppio       |                                                     |                                      |               |                     |
| 5 settembre  | Tennis ai III Giochi panamericani Chicago, USA Singolare - Doppio                      | Althea Gibson 6-4 7-5                               | Mimi Arnold                          |               |                     |
| 5 settembre  | Tennis ai III Giochi panamericani Chicago, USA Singolare - Doppio                      | Yola Ramírez Rosa Maria Reyes Darmon                | Yola Ramírez Rosa Maria Reyes Darmon |               |                     |
| 6 settembre  | Torneo di Baden-Baden 1959 Baden Baden, Germania Singolare - Doppio                    | Edda Buding 6-4 7-5                                 | Erika Launert                        |               |                     |
| 6 settembre  | Torneo di Baden-Baden 1959 Baden Baden, Germania Singolare - Doppio                    | Edda Buding Erika Launert 6-1 6-1                   | Renate Ostermann Margot Dittmeyer    |               |                     |
| 6 settembre  | Torneo di Baden-Baden 1959 Baden Baden, Germania Singolare - Doppio                    | Doppio misto: Edda Buding Bob Hewitt 6-8 6-2 ritiro | Renate Ostermann Billy Knight        |               |                     |
| 13 settembre | U.S. National Championships 1959 New York, USA Erba Singolare - Doppio                 | Maria Esther Bueno 6-1 6-4                          | Christine Truman                     |               |                     |
| 13 settembre | U.S. National Championships 1959 New York, USA Erba Singolare - Doppio                 | Jeanne Arth Darlene Hard 6-2, 6-3                   | Althea Gibson Sally Moore            |               |                     |
| 15 settembre | South of England Championships 1959 Eastbourne, Gran Bretagna Singolare - Doppio       | J.M. Young 6-0 6-2                                  | Sheila Armstrong                     |               |                     |
| 15 settembre | South of England Championships 1959 Eastbourne, Gran Bretagna Singolare - Doppio       |                                                     |                                      |               |                     |
| 27 settembre | Portuguese International Championships 1959 Cascais, Portogallo Singolare - Doppio     | Pat Ward-Hales 6-1 6-1                              | Pat Nettleton                        |               |                     |
| 27 settembre | Portuguese International Championships 1959 Cascais, Portogallo Singolare - Doppio     |                                                     |                                      |               |                     |
| 27 settembre | Pacific Southwest Championships 1959 Los Angeles, USA Cemento Singolare - Doppio       | Beverly Baker-Fleitz 4-6 6-4 6-3                    | Maria Esther Bueno                   |               |                     |
| 27 settembre | Pacific Southwest Championships 1959 Los Angeles, USA Cemento Singolare - Doppio       |                                                     |                                      |               |                     |

## Ottobre
| Settimana  | Torneo                                                                                      | Vincitore                          | FINalista                           | Semifinalisti | Eliminati ai quarti |
| ---------- | ------------------------------------------------------------------------------------------- | ---------------------------------- | ----------------------------------- | ------------- | ------------------- |
| 5 ottobre  | Pacific Coast Championships 1959 Berkeley, USA Cemento Singolare - Doppio                   | Dorothy Knode-Head 7-5 6-4         | Ann Haydon Jones                    |               |                     |
| 5 ottobre  | Pacific Coast Championships 1959 Berkeley, USA Cemento Singolare - Doppio                   | Janet Hopps Adkisson Farel Footman | Ann Haydon Jones Dorothy Knode-Head |               |                     |
| 5 ottobre  | ACT Championships 1959 Canberra, Australia Singolare - Doppio                               | Grangel 8-6 6-3                    | Kaye Dening                         |               |                     |
| 5 ottobre  | ACT Championships 1959 Canberra, Australia Singolare - Doppio                               |                                    |                                     |               |                     |
| 11 ottobre | Southwestern Championships 1959 Albuquerque, USA Singolare - Doppio                         | Nancy Richey 6-1 6-2               | Flores                              |               |                     |
| 11 ottobre | Southwestern Championships 1959 Albuquerque, USA Singolare - Doppio                         |                                    |                                     |               |                     |
| 11 ottobre | Glen Iris Invitational 1959 Melbourne, Australia Singolare - Doppio                         | Lorraine Coghlan Robinson 6-2 6-1  | Margaret Smith Court                |               |                     |
| 11 ottobre | Glen Iris Invitational 1959 Melbourne, Australia Singolare - Doppio                         |                                    |                                     |               |                     |
| 11 ottobre | Pan American International Championships 1959 Città del Messico, Messico Singolare - Doppio | Ann Haydon Jones 6-2 7-5           | Yola Ramírez                        |               |                     |
| 11 ottobre | Pan American International Championships 1959 Città del Messico, Messico Singolare - Doppio |                                    |                                     |               |                     |
| 11 ottobre | South Coast Championships 1959 Southport, Australia Singolare - Doppio                      | Madonna Schacht 6-4 6-2            | Robyn Ebbern                        |               |                     |
| 11 ottobre | South Coast Championships 1959 Southport, Australia Singolare - Doppio                      |                                    |                                     |               |                     |
| 17 ottobre | Sydney Metropolitan Grass Court Championships 1959 Sydney, Australia Singolare - Doppio     | Jan Lehane 6-2 6-0                 | Lesley Turner Bowrey                |               |                     |
| 17 ottobre | Sydney Metropolitan Grass Court Championships 1959 Sydney, Australia Singolare - Doppio     |                                    |                                     |               |                     |
| 25 ottobre | Queensland Hard Court Championships 1959 Southport, Australia Singolare - Doppio            | Fay Muller 4-6 10-8 6-4            | Joan Gray                           |               |                     |
| 25 ottobre | Queensland Hard Court Championships 1959 Southport, Australia Singolare - Doppio            |                                    |                                     |               |                     |

## Novembre
| Settimana   | Torneo                                                                                            | Vincitore                                                | FINalista                      | Semifinalisti | Eliminati ai quarti |
| ----------- | ------------------------------------------------------------------------------------------------- | -------------------------------------------------------- | ------------------------------ | ------------- | ------------------- |
| 1º novembre | Torneo di Casablanca 1959 Casablanca, Marocco Terra rossa Singolare - Doppio                      | Marta Peterdy-Wolf 5-7 6-2 6-3                           | Lucia Morales                  |               |                     |
| 1º novembre | Torneo di Casablanca 1959 Casablanca, Marocco Terra rossa Singolare - Doppio                      |                                                          |                                |               |                     |
| 5 novembre  | Queensland Championships 1959 Brisbane, Australia Erba Singolare - Doppio                         | Jan Lehane 6-2 6-1                                       | Christine Truman               |               |                     |
| 5 novembre  | Queensland Championships 1959 Brisbane, Australia Erba Singolare - Doppio                         | Mary Bevis-Hawton Christine Truman 6-4 9-7               | Jan Lehane Fay Muller          |               |                     |
| 5 novembre  | Queensland Championships 1959 Brisbane, Australia Erba Singolare - Doppio                         | Doppio misto: Jan Lehane Bob Howe 7-5 6-2                | Christine Truman Tom Gorman    |               |                     |
| 8 novembre  | Palace Hotel Covered Court Championships 1959 Torquay, Gran Bretagna Indoor Singolare - Doppio    | Angela Mortimer 7-5 6-3                                  | Ann Haydon Jones               |               |                     |
| 8 novembre  | Palace Hotel Covered Court Championships 1959 Torquay, Gran Bretagna Indoor Singolare - Doppio    | Angela Mortimer Ann Haydon Jones 6-0 6-2                 | Rita Bentley Jill Rook Mills   |               |                     |
| 8 novembre  | Palace Hotel Covered Court Championships 1959 Torquay, Gran Bretagna Indoor Singolare - Doppio    | Doppio misto: Ann Haydon Jones Tony Pickard 8-6 6-4      | Alan Mills Jill Rook Mills     |               |                     |
| 8 novembre  | Bermuda International Championships 1959 Coral Beach, Bermuda Erba Singolare - Doppio             | Barbara Scofield-Davidson                                | Elizabeth Coleman              |               |                     |
| 8 novembre  | Bermuda International Championships 1959 Coral Beach, Bermuda Erba Singolare - Doppio             | Elizabeth Coleman Barbara Scofield-Davidson 6-3 6-0      | Fallot Flo Blanchard           |               |                     |
| 8 novembre  | Bermuda International Championships 1959 Coral Beach, Bermuda Erba Singolare - Doppio             | Doppio misto: Barbara Scofield-Davidson Lambert 6-1 6-3  | Coleman Thompson               |               |                     |
| 15 novembre | Bermuda Invitation 1959 Coral Beach, USA Erba Singolare - Doppio                                  | Barbara Scofield-Davidson                                | V. Large                       |               |                     |
| 15 novembre | Bermuda Invitation 1959 Coral Beach, USA Erba Singolare - Doppio                                  | Barbara Scofield-Davidson Flo Blanchard 6-2 6-2          | Hughes V. Large                |               |                     |
| 15 novembre | Argentina International Championships 1959 Buenos Aires, Argentina Terra rossa Singolare - Doppio | Norma Baylon 6-3 5-7 divided                             | Nora Bonifacino-Somoza         |               |                     |
| 15 novembre | Argentina International Championships 1959 Buenos Aires, Argentina Terra rossa Singolare - Doppio | Norma Baylon June Hanson 6-0 6-4                         | Julia Borzone Eguiguren        |               |                     |
| 15 novembre | Argentina International Championships 1959 Buenos Aires, Argentina Terra rossa Singolare - Doppio | Doppio misto: Nora Bonifacino-Somoza Russell 0-6 7-5 9-7 | Norma Baylon Santana           |               |                     |
| 22 novembre | New South Wales Championships 1959 Sydney, Australia Erba Singolare - Doppio                      | Jan Lehane 6-3 3-6 6-2                                   | Mary Carter-Reitano            |               |                     |
| 22 novembre | New South Wales Championships 1959 Sydney, Australia Erba Singolare - Doppio                      | Maria Ester Bueno Christine Truman 6-8 6-2 6-2           | Fay Muller Mary Carter-Reitano |               |                     |
| 24 novembre | Torneo di Grenoble 1959 Grenoble, Francia Indoor Singolare - Doppio                               | Josette Billaz 7-5 6-2                                   | Lucia Bassi                    |               |                     |
| 24 novembre | Torneo di Grenoble 1959 Grenoble, Francia Indoor Singolare - Doppio                               |                                                          |                                |               |                     |

## Dicembre
| Settimana   | Torneo                                                                    | Vincitore                                  | FINalista                                      | Semifinalisti | Eliminati ai quarti |
| ----------- | ------------------------------------------------------------------------- | ------------------------------------------ | ---------------------------------------------- | ------------- | ------------------- |
| dicembre    | Auckland International 1959 Auckland, Nuova Zelanda Singolare - Doppio    | Ruia Morrison-Davy 6-0 6-0                 | M.A. Smith                                     |               |                     |
| dicembre    | Auckland International 1959 Auckland, Nuova Zelanda Singolare - Doppio    |                                            |                                                |               |                     |
| 5 dicembre  | Victorian Championships 1959 Melbourne, Australia Erba Singolare - Doppio | Maria Esther Bueno 6-0 5-7 6-4             | Christine Truman                               |               |                     |
| 5 dicembre  | Victorian Championships 1959 Melbourne, Australia Erba Singolare - Doppio | Maria Ester Bueno Christine Truman 6-1 6-1 | Lorraine Coghlan Robinson Margaret Smith-Court |               |                     |
| 28 dicembre | Cumberland Championships 1959 Sydney, Australia Singolare - Doppio        | Madonna Schacht 6-4 6-3                    | Kaye Dening                                    |               |                     |
| 28 dicembre | Cumberland Championships 1959 Sydney, Australia Singolare - Doppio        |                                            |                                                |               |                     |
| 31 dicembre | Royal South Yarra Tournament 1959 Melbourne, Australia Singolare - Doppio | Maureen McCalman Pratt 5-7 6-4 6-1         | Nichols                                        |               |                     |
| 31 dicembre | Royal South Yarra Tournament 1959 Melbourne, Australia Singolare - Doppio |                                            |                                                |               |                     |